# Wanda Landowska
Wanda Landowska (Varsovia, Polonia; 5 de julio de 1879-Lakeville, Connecticut, Estados Unidos; 16 de agosto de 1959) fue una clavecinista y pianista polaca.

## Biografía

### Berlín, París

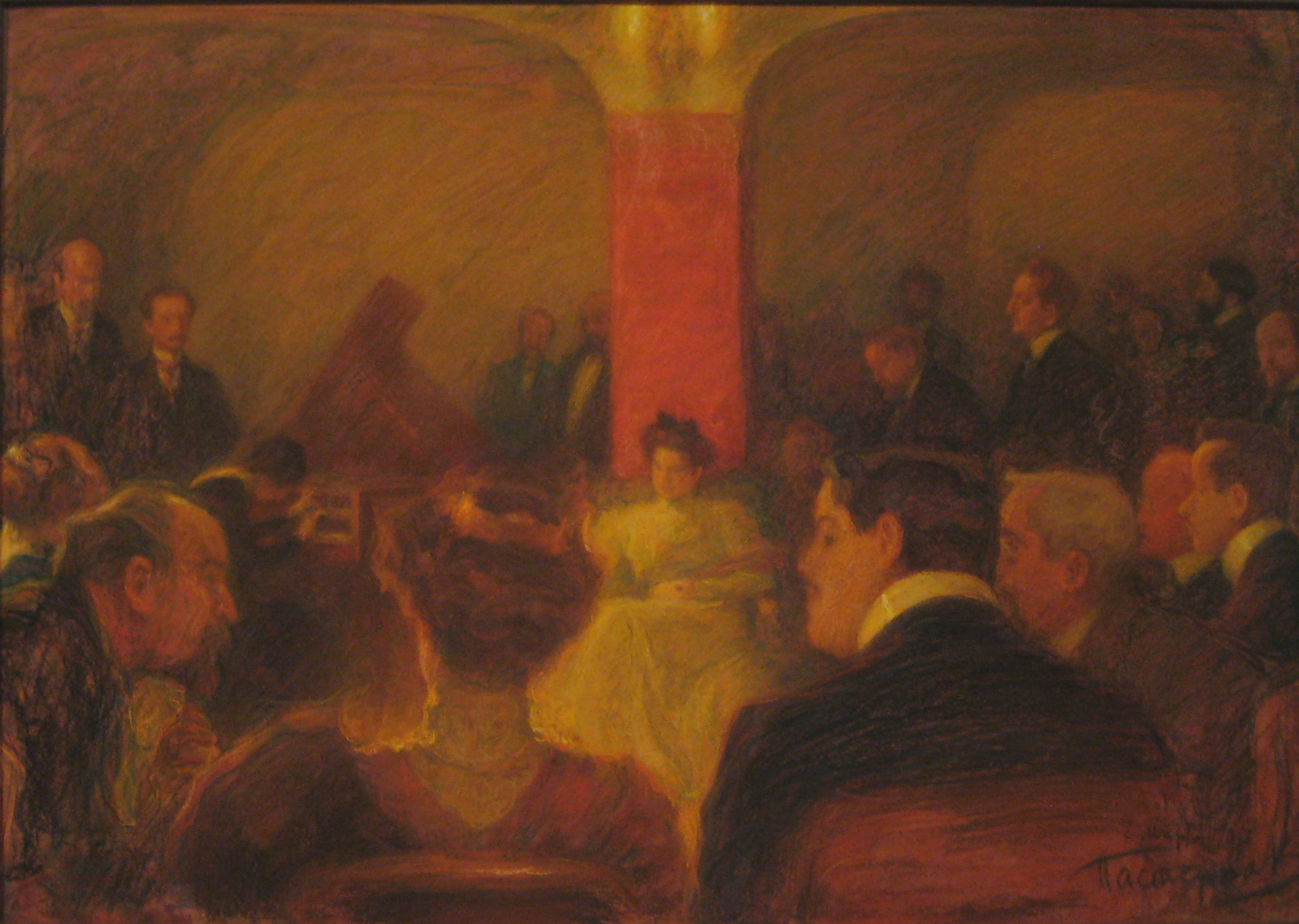
Concierto de Wanda Landowska en Moscú (1907), un pastel de Leonid Pasternak de la Galería Tretiakov.

Estudia primeramente el piano y la composición en Berlín. Su primer universo sonoro es el de Hans von Bülow y la influencia postromántica de las orquestas sinfónicas, pero su interés por la música antigua y el sentimiento que ella descubre tocando los instrumentos antiguos dejan una huella durante toda su vida: se dedica con empeño a un movimiento de renacimiento de la música antigua y barroca en uno de sus principales instrumentos, el clavecín.

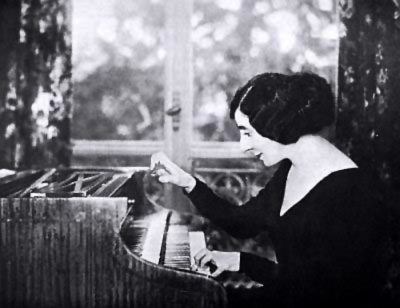
Landowska en 1907.

Insatisfecha con los instrumentos originales que para ella son restaurados (ciertamente no con los medios actuales) o se encuentran en un estado insatisfactorio, solicita a la fábrica de pianos francesa Pleyel que construya un clavecín que ella estrena en el festival Bach de Breslau en 1912. Ese instrumento la acompañaría en muchos de sus conciertos por todo el mundo.
Admiradora de su tiempo y del progreso en casi todas las facetas técnicas, no entiende que la experiencia ganada en más de trescientos años de construcción de claves en Italia, los Países Bajos, Francia, Alemania e Inglaterra hubiera sido un legado sonoro incapaz de igualar a los magníficos y modernos claves construidos por Pleyel (constructor de pianos) para ella.
Así, como profesora crea la Escuela de Música Antigua a las afueras de París en 1925, donde transmite su idea de interpretación con convicción. La escuela se inaugura con Alfred Cortot por clavecinistas, pianistas y cantantes de todo el mundo.
Hace construir una sala de conciertos en su hogar de Saint-Leu-la-Forêt el 14 de mayo de 1933, donde interpreta por primera vez públicamente en clave las Variaciones Goldberg de Bach, obra que estudia durante cuarenta y cinco años. Su predecesor redescubriendo obras de Bach fue un siglo antes Felix Mendelssohn-Bartholdy interpretando la Pasión según San Mateo. Con Pau Casals, Andrés Segovia y Albert Schweitzer, hace conocer la música del célebre compositor en tiempos modernos.

### El exilio
En junio de 1940, cuando el ejército alemán invadió Francia, Landowska huyó junto con su compañera doméstica Denise Restout de Saint-Leu-la-Forêt y se instalaron en Banyuls-sur-Mer, una comuna ubicada en el sur de Francia, donde vivía su amigo, el escultor Aristide Maillol. Posteriormente, zarparon en un barco de Lisboa a Estados Unidos. Creyendo que la amenaza nazi era temporal, Landowska se marchó sólo con dos maletas. Arribaron a Nueva York el 7 de diciembre de 1941 (fecha del ataque a Pearl Harbor). Debido a que su casa en Saint-Leu-la-Forêt fue saqueada, y sus instrumentos y manuscritos robados, Landowska llegó a los Estados Unidos esencialmente sin bienes.  Su huida no tuvo que ver con su origen étnico, sino con su radical oposición ideológica. Con sesenta y tres años, recomienza su carrera con entusiasmo en su vocación de profesora, brindando conciertos y grabando. Fue Maestra del clavecinista Rafael Puyana. Su última presentación pública fue en 1954.

## Obras

### Obras dedicadas
Fueron compuestas expresamente para ella:
- Concierto para clave de Manuel de Falla
- Concert champêtre

### Escritos
- Sobre la interpretación de las obras para clavecín de J. S. Bach, 1905.
- Música antigua, 1909.
- Chopin y la música antigua en Francia, 1931.
- Sobre las Variaciones Goldberg de J. S. Bach, 1933.

### Citas
- Una sacerdotisa de Baco en Bach. Arthur Nikisch
- No se deben interpretar las obras maestras como si uno viera pasar un féretro, paralizado por el respeto. Wanda Landowska.
- Entre un batir del metrónomo y el siguiente, hay el silencio. Wanda Landowska.
- Entre un latido de corazón humano y el siguiente se encuentra todo un mundo. Wanda Landowska.

## Discografía selecta

### Clavecín
- Johann Sebastian Bach
  - Fantasía cromática y fuga, BWV 903.
  - Partita en si bemol mayor, BWV 825.
  - El clave bien temperado', BWV 846, BWV 869, BWV 870 y BWV 893.
  - Variaciones Goldberg, grabadas en París en noviembre de 1933.

### Piano
- Wolfgang Amadeus Mozart: Concierto para piano y orquesta, K. 537, llamado La coronación.